# 香港去殖民化
香港去殖民化是香港「回歸」後開始出現的政治詞語，提倡中國中心主義，排除港英时期殖民化的影响及与英国的联结，强调香港与中国大陆的联结。

## 相關事件與議題

### 国民教育
港府聲稱透过持续学习，使学生对国家（中华人民共和国）快速的发展引以自豪及建立国民身份认同，并以价值观和态度为导向，帮助他们养成良好品德和國民水平，从而丰富生命内涵，确立个人于家庭、社群、国家及世界范畴的身份认同。

### 更換中式步操
2018年2月2日，有部分制服團隊代表突然被邀請到中聯辦開會，要求他們「改用中式步操」；此事掀起香港社會很大的迴響，有制服團隊高層批評相關舉動，認為「改步操如改掉靈魂」。2020年8月，香港學者陳偉強呼籲香港紀律部隊看清形勢，勿再迷戀殖民地做法，應停止派員至英國受訓，警察與紀律部隊亦應改用中式步操。2022年7月1日，香港警隊改採解放軍的中式步操及口令，“Yes, Sir!”英文回應不再使用。

### 地名去殖民化
在港英时代，英国以多种方式命名的地名带有殖民色彩，包括宣称占领权（如水坑口，英语名为Possession Point，是1841年鸦片战争期间，英军登陆地）或以英国王室（如维多利亚公园）、港督（如般鹹道）和侵华人员（如火烧圆明园的伊利近、白加士）命名的地名。
2018年3月4日，港區政協委員佘德聰建議為了從小培養和激發幼兒的「愛國情感」，中央政府應該在適當時候去除殖民地符號，例如由香港的地名和道路名開始。2021年10月，有民眾舉辦集會請願稱希望港府將維多利亞公園更名為人民公園，以突顯香港已經回歸。

2023年两会期间，有11位全國人大代表建议对香港地名去殖民化，改以中國傑出人物命名。全國港澳研究會理事、法學教授傅健慈表示，地名的去殖民化有必要性，但不宜“一刀切”，有些地名有观光打卡的意义。民建聯議員周浩鼎则认为具有文化特色，应宽容处理。中華全國工商業聯合會常委、香港中華總商會副會長杨华勇亦认为，港英时代的建筑本身见证了香港从小渔村到国际大都会的成长，与其拆掉，不如予以保留、活化，使其融入社会。

### 成文法修訂
2022年立法會議員陳曼琪曾建议刪除《刑事罪行條例》“襲擊女王罪”等字样。2024年，香港政府就所有殖民地法律用語修改為回歸後用語，7月提出《2024年成文法（雜項規定）條例》法案，于8月19日生效，将香港法例“女皇陛下”、“港督”等字眼替换为“中央及特区政府”、“行政长官”等符合香港宪制的说法。

## 評論
2015年，全國港澳研究會會長、原中國國務院港澳事務辦公室常務副主任陳佐洱批評香港“沒有依法實行去殖民化”，造成內耗，并導致經濟發展被澳門等鄰近地區超越。“……就是沒有依法實行去殖民化，讓一些本應放在博物館裏的東西跑出來招搖過市，有的還被奉為金科玉律。……不去殖民化，反而‘去中國化’，使得‘一國’之下的‘兩制’都受到了傷害。”时任香港立法会主席曾钰成对此不做评论，但不認為香港要用法律去殖民化。刘慧卿则对陈的批评持反对意见，认为他“真的（頑固）不化”。
2024年，中國現代國際關係研究院涉外法治研究中心副主任林东晓认为，香港的去殖民化是捍卫国家安全的需要，“需放在全球視野、歷史眼光中去看，以更積極主動的姿態擁抱這一歷史進程”，并打破“去殖禁忌”。从历史上，1945年台湾光复后，台北市的地名以全中国的地名重新命名，体现中国版图的形状。从国外经验看，澳大利亚、新西兰等国均推动本国的国家象征去除英国色彩，韩国拆除了日据时代朝鲜总督府，坦桑尼亚致力于斯瓦西里语取代英语成为教学语言。但他也表示，去殖民化不等于“闭关自守”。